# Lijst van afleveringen van Grounded for Life
Dit is een lijst met afleveringen van de Amerikaanse televisieserie Grounded for Life. De serie telt 5 seizoenen. Een overzicht van alle afleveringen is hieronder te vinden.

## Seizoen 1
| Nr. serie | Nr. seizoen | Titel van aflevering                        | Uitzenddatum     |  |
| --- | ----------- | ------------------------------------------- | ---------------- |  |
| 1 | 1           | Lily B. Goode                               | 10 januari 2001  |  |
| Lily is van mening dat haar mannelijke leeftijdsgenoten haar niet zien staan omwille van haar eigen sexy moeder. Daarom zet ze een complot op zodat Brad haar kust. Ze worden betrapt door Sean. |             |                                             |                  |  |
| 2 | 2           | In My Room                                  | 17 januari 2001  |  |
| Sean en Claudia vinden een valse identiteitskaart in Lily's kamer. Via een chatsessie achterhalen ze dat Lily naar een illegale raveparty gaat en trachten haar daar te zoeken, niet wetende dat ze door hun eigen dochter in het ootje werden genomen. |             |                                             |                  |  |
| 3 | 3           | I Wanna Be Suspended                        | 24 januari 2001  |  |
| Jimmy wordt van school geschorst omdat zijn schoolproject niet is afgewerkt: hij kreeg geen hulp van zijn ouders omdat zij naar een optreden van The Ramones gingen. Eddy en Sean nemen hem tijdens zijn schorsing mee naar het Vrijheidsbeeld. |             |                                             |                  |  |
| 4 | 4           | Devil with a Plaid Skirt                    | 31 januari 2001  |  |
| Er ontstaat een woordenwisseling tussen Sean en schooldirectrice zuster Helen omdat Lily haar roklengte te kort is en Jimmy beweert bezeten te zijn door een demoon. |             |                                             |                  |  |
| 5 | 5           | Action Mountain High                        | 7 februari 2001  |  |
| Sean krijgt telefoon van Lily om haar en enkele vrienden op te halen aan een pretpark. Nadat hij de ware reden achterhaalt waarom hij net de tieners moest ophalen, licht hij hun ouders in. |             |                                             |                  |  |
| 6 | 6           | You Can't Always Get What You Want          | 21 februari 2001 |  |
| Lily wil op schoolreis maar haar ouders kunnen dit niet betalen. Dan achterhaalt ze dat haar vader net een dure gitaar heeft gekocht met geld dat hij ontving van een erfenis. |             |                                             |                  |  |
| 7 | 7           | Like a Virgin                               | 28 februari 2001 |  |
| Claudia en Lily gaan op reis naar New Jersey. Daar ontmoeten ze een cheerleader die op dezelfde school als Lily zit. Ze worden bevriend tot wanneer Claudia verklapt dat Lily nog maagd is. Lily vertrekt en laat Claudia zonder enige bagage en kledij achter. |             |                                             |                  |  |
| 8 | 8           | Devil's Haircut                             | 28 maart 2001    |  |
| Claudia geeft Sean opdracht om met Henry naar de kapper te gaan zodat hij een deftig kapsel heeft tijdens het concert van zijn zanggroep diezelfde avond. Omwille van omstandigheden geraken ze niet bij de kapper en beslist Sean om het haar van zijn zoon te knippen. |             |                                             |                  |  |
| 9 | 9           | Eddie's Dead                                | 4 april 2001     |  |
| Claudia tracht Eddy te koppelen aan een vrouw. Eddy ziet dit niet zitten en zet zijn eigen dood in scène. |             |                                             |                  |  |
| 10 | 10          | Catch Us If You Can                         | 18 april 2001    |  |
| Terwijl Claudia een vrijgezellenfeest organiseert, gaan Sean, Eddy, Henry en Jimmy naar een baseballwedstrijd van de New York Yankees. Daar vangt Sean een bal op die eigenlijk nog binnen was waardoor de Yankees verliezen. |             |                                             |                  |  |
| 11 | 11          | Jimmy's Got a Gun                           | 25 april 2001    |  |
| Jimmy krijgt van zijn grootvader Walt een BB gun als verjaardagsgeschenk. Niet veel later belandt Walt in het ziekenhuis met een kogel in zijn achterwerk. |             |                                             |                  |  |
| 12 | 12          | Jimmy Was Kung-Fu Fighting                  | 2 mei 2001       |  |
| Sean en Claudia beslissen om extra shiften te werken om hun droomvakantie naar Mexico te kunnen bekostigen. Daarom wordt Eddy aangesteld als tijdelijke oppas voor de kinderen. Lily laat een tongpiercing zetten, Henry eet enkel nog afval en Jimmy wordt een pester. |             |                                             |                  |  |
| 13 | 13          | Loser                                       | 9 mei 2001       |  |
| Henry wordt door zijn voetbalmakkers gepest nadat Sean als scheidsrechter een verkeerde beslissing nam. Een week eerder trachtte Sean Henry in een goed daglicht te plaatsen door de match vroegtijdig af te fluiten. Sean krijgt spijt van deze daad en vindt dat de ploeg van Henry te veel allures krijgt. Daarom liet hij de ploeg vandaag opzettellijk verliezen door de balhouder te laten vallen. Lily maakt avances met een knappe hotdogverkoper. Deze scene blijft zich in haar hoofd afspelen waarbij ze telkens denkt dat ze zich meer en meer belachelijk heeft gemaakt. |             |                                             |                  |  |
| 14 | 14          | Mrs. Finnerty, You've Got a Lovely Daughter | 16 mei 2001      |  |
| Sean chanteert zuster Helen: als hij dertig dozen chocolade koopt – ten voordele van de school – laat Helen Lily's optreden op de bonte avond doorgaan. Hij weet echter niet dat Lily een pikante act opvoert van het nummer "Big Spender" uit de musical Sweet Charity. Na de act denkt Lily dat ze wordt uitgejouwd niet wetende dat het boegeroep gericht is op haar ouders. |             |                                             |                  |  |
| 15 | 15          | Love Child                                  | 23 mei 2001      |  |
| Lily achterhaalt dat ze werd geboren nog voordat haar ouders trouwden. Sean en Claudia moeten toegeven dat zij werd geboren toen ze een optreden van "The Supremes" bijwoonden. |             |                                             |                  |  |

## Seizoen 2
| Nr. serie | Nr. seizoen | Titel van aflevering               | Uitzenddatum      |  |
| --- | ----------- | ---------------------------------- | ----------------- |  |
| 16 | 1           | Baby You Can't Drive My Car        | 26 september 2001 |  |
| De wagen van Sean en Claudia werd gestolen. Wanneer deze enkele dagen later, zwaar beschadigd, door een takeldienst wordt afgeleverd, moet Lily bekennen dat ze de wagen heeft geleend voor een wilde joyride. Omdat de verzekering de schade niet wil betalen, is Sean genoodzaakt beroep te doen op een dubieuze autohandelaar.                                                        |             |                                    |                   |  |
| 17 | 2           | Dream On                           | 3 oktober 2001    |  |
| Claudia had een erotische droom over Eddy. Walt heeft appelcider gekocht, maar het brik met de alcoholversie wordt toevallig door Lily en haar vriendin opgedronken. Henry maakt Pommes d'Amour, maar gebruikt in plaats van appels zowat alles dat eetbaar is. |             |                                    |                   |  |
| 18 | 3           | Don't Let Me Download              | 21 november 2001  |  |
| Claudia vindt restanten van porno terug op Jimmy's computer, niet wetende dat dit door Sean en Eddy werd gedownload. Lily en Jimmy zetten op een pikante foto het hoofd van zuster Helen en versturen deze per email naar hun vrienden. |             |                                    |                   |  |
| 19 | 4           | Rubber Sold                        | 28 november 2001  |  |
| Sean ontmoet Brad wanneer deze net condooms heeft gekocht. Sean vreest het ergste en tracht er alles aan te doen zodat Lily niet naar Brads feestje gaat. |             |                                    |                   |  |
| 20 | 5           | Bang on the Drum                   | 5 december 2001   |  |
| Sean en Eddy treden met hun voormalige band op. Sean verliest controle omdat hij vermoedt dat Lily verliefd is op hun drummer. Henry is op zoek naar babyfoto's van zichzelf. Omdat hij deze niet vindt, maakt Jimmy hem wijs dat hij een robot is. |             |                                    |                   |  |
| 21 | 6           | Smoke on the Daughter              | 12 december 2001  |  |
| Claudia is gestart met roken en tracht dit te verbergen. Wanneer Lily haar betrapt, koopt Claudia haar dochter om met de aankoop van een nieuwe gsm. Lily belt naar haar vriend Dean, maar vergeet op te hangen. Hierdoor hoort Dean een gesprek dat hij eigenlijk niet had mogen horen.                                                                                                 |             |                                    |                   |  |
| 22 | 7           | I Saw Daddy Hitting Santa Claus    | 19 december 2001  |  |
| Lily ontvangt ondergoed als kerstcadeau, maar ze weet niet of het geschenk van Brad of Dean is. Sean gaat met de kinderen naar het kerstdorp. Daar ontmoeten ze de kerstman, een vermomde Walt, die Henry belooft dat hij een "AstroJammer Battle Buggy" ter waarde van 350 dollar krijgt. Daarop start Sean een rel met de kerstman en de elfen.                                        |             |                                    |                   |  |
| 23 | 8           | Let's Talk About Sex, Henry        | 2 januari 2002    |  |
| Henry betrapt zijn ouders terwijl ze seks hebben. Sean legt daarop het hele verhaal over de "bloemetjes en de bijtjes" uit aan zijn zoon. Niet veel later wordt Sean op het matje geroepen door zuster Helen: Henry heeft zijn hele klas uitgelegd wat zijn ouders 's nachts doen. |             |                                    |                   |  |
| 24 | 9           | Is She Really Going Out with Walt? | 16 januari 2002   |  |
| Walt heeft een nieuwe vriendin die niet wordt geapprecieerd door Sean, Claudia en Eddy. Lily vreest dat ze te grof was tegen Brad en dat deze nu verliefd is geworden op Kristina. |             |                                    |                   |  |
| 25 | 10          | We Are Family                      | 23 januari 2002   |  |
| Claudia schakelt haar oom Sal in om herstellingswerken uit te voeren aan het sanitair. Sean is van mening dat Sal en zijn werkmensen een maffiaclan zijn. Omwille van deze werken is Lily genoodzaakt zich te douchen bij Brad. |             |                                    |                   |  |
| 26 | 11          | Mr. Roboto                         | 30 januari 2002   |  |
| Jimmy moet voor een schoolproject een robot maken. Sean maakt voor hem een "erbarmelijke" robot zodat het niet opvalt dat deze niet door Jimmy werd gemaakt. Tijdens de tentoonstelling is het duidelijk dat niemand van de medeleerlingen hun robot zelf heeft gemaakt. Sean tracht de andere ouders te overtuigen om toe te geven dat de robots niet door hun kinderen werden gemaakt. |             |                                    |                   |  |
| 27 | 12          | Don't Fear the Reefer              | 6 februari 2002   |  |
| Dan O'Keefe en enkele vrienden willen bij Sean naar de Superbowl kijken. De televisie is echter stuk waardoor Jimmy zegt wat hij ziet op zijn draagbaar toestel van zo'n 5 inch. Sean is verstomd wanneer hij Lily betrapt met wiet en dat de Marihuana-plant door Eddy in zijn eigen tuin werd geplant.                                                                                 |             |                                    |                   |  |
| 28 | 13          | Take It to the Limit               | 13 februari 2002  |  |
| Omdat Lily te veel heeft uitgegeven met haar kredietkaart, kan Sean met Henry en Jimmy niet naar een duur waterpark. Eddy draagt een afgesloten kistje met zich mee en wil de inhoud niet onthullen. |             |                                    |                   |  |
| 29 | 14          | Eddie Said Knock You Out           | 20 februari 2002  |  |
| Sean accepteert de uitdaging om tegen Dan O'Keefe te boksen. Tijdens de wedstrijd verneemt Sean dat Eddy de match heeft verkocht. Claudia vangt geruchten op dat zij een borstvergroting zou hebben ondergaan. |             |                                    |                   |  |
| 30 | 15          | Safety Dance                       | 6 maart 2002      |  |
| Sean en Claudia zijn opzichters op het schoolbal. Zuster Helen betrapt Lilly en Dean met een lege fles whiskey. Deze werd echter zo'n achttien jaar eerder door Sean en Claudia verstopt. Eddy neemt Walt mee om enkele van zijn dubieuze zakenpartners te ontmoeten. |             |                                    |                   |  |
| 31 | 16          | Relax                              | 27 maart 2002     |  |
| Sean verklapt dat zijn collega homoseksueel is. Hij tracht deze nu te overtuigen om openlijk uit de kast te komen. Lily is jaloers omdat Dean aandacht krijgt van andere vrouwen. |             |                                    |                   |  |
| 32 | 17          | The Kids Are Alright               | 3 april 2002      |  |
| Terwijl Sean en Claudia in Atlantic City zijn, past Eddie op de kinderen. Bij hun terugkomst zijn Henry en Jimmy opgesloten in de kelder en zijn er in de woonkamer duidelijke sporen van een feestje. Sean en Claudia verdenken Eddy, maar hij beweert over een alibi te beschikken. |             |                                    |                   |  |
| 33 | 18          | Swearin' to God                    | 10 april 2002     |  |
| Sean chanteert zuster Helen nadat zij een godslasterlijke uitspraak deed. Daardoor ontsnapt de familie Finnerty aan alle verplichte schoolse nevenactiviteiten. |             |                                    |                   |  |
| 34 | 19          | Eddie and This Guy with Diamonds   | 17 april 2002     |  |
| Sean koopt via Eddy diamanten oorbellen. Omdat Claudia het geschenk te duur vindt, tracht Sean deze te verkopen bij een juwelier. Sean belandt in de gevangenis omdat de diamanten nep zijn. Lily voert actie tegen de "voetbalwedstrijd-met-ezels". |             |                                    |                   |  |
| 35 | 20          | I Fought the In-Laws               | 24 april 2002     |  |
| De ouders van Claudia zijn op bezoek en hun kleine opmerkingen worden door Sean als beledigingen opgevat. Lily en Brad gaan naar een karaoke. |             |                                    |                   |  |
| 36 | 21          | Dust in the Wind                   | 1 mei 2002        |  |
| De roekeloze neef van Eddy en Sean wordt begraven. Eddy en Sean strooien zijn as uit vanop het dak van de watertoren. Lily ontmoet een knappe jongen op de begrafenis, niet wetende dat hij haar neef is. |             |                                    |                   |  |
| 37 | 22          | Oops!...I Did It Again             | 8 mei 2002        |  |
| Sean vindt een zwangerschapstest en vreest dat deze van Lily is. Lily achterhaalt hoe zij destijds verwekt is. Jimmy is slechtgeluimd omdat hij een steenpuist in zijn gezicht heeft. |             |                                    |                   |  |

## Seizoen 3
| Nr. serie | Nr. seizoen | Titel van aflevering                    | Uitzenddatum      |  |
| --- | ----------- | --------------------------------------- | ----------------- |  |
| 38 | 1           | We Didn't Start the Fire                | 17 september 2002 |  |
| Claudia krijgt de uitslag van de zwangerschapstest. Sean viert het feest met een aankondiging dat hij 50% van de aandelen van de bar van Eddie heeft overgekocht. Eddie had deze initieel gekocht om plat te branden zodat hij geld van de verzekering zou krijgen. Lily en Brad lijken dronken. |             |                                         |                   |  |
| 39 | 2           | Mustang Lily                            | 24 september 2002 |  |
| Lily krijgt van haar grootvader een Mustang cadeau dewelke Sean in de prak rijdt tijdens een illegale straatrace. Henry en Jimmy belazeren hun grootvader met een tandenfee-oplichterij. |             |                                         |                   |  |
| 40 | 3           | Cat Scratch Fever                       | 3 december 2002   |  |
| Sean neemt een voormalige klasgenote, op wie hij destijds een oogje had, in dienst. Dit leidt al snel tot een ruzie met Claudia. Lily verklaart tijdens een concert haar liefde aan Dean, maar omwille van het lawaai verstaat ze zijn antwoord niet. |             |                                         |                   |  |
| 41 | 4           | Drive Me Crazy                          | 28 februari 2003  |  |
| Lily is gebuisd voor haar praktische rijproef omdat Sean haar doelbewust verkeerde rijtips heeft gegeven. Op vraag van zuster Helen verbiedt Claudia dat Henry en Jimmy een populair gewelddadig computerspel niet meer spelen. Echter geraakt Claudia zelf verslaafd aan het spel. |             |                                         |                   |  |
| 42 | 5           | Just Like a Woman                       | 28 februari 2003  |  |
| Sean, verkleed als travestiet, heeft autopech. Omdat hij de bouten niet loskrijgt, krijgt hij hulp van een vrachtwagenbestuurder. Eddie houdt een garageverkoop, maar verkoopt voornamelijk eigendommen van Sean, Claudia en de kinderen. Zo komt Brad in bezit van Lily's beha en schoenen en start op school het gerucht dat hij met Lily gemeenschap had. |             |                                         |                   |  |
| 43 | 6           | Henry's Been Working for the Drug Squad | 7 maart 2003      |  |
| Henry heeft op school geleerd over de gevaren van drugs en hoe men een drugsverslaafde kan herkennen. Daarop besluit hij dat zijn volledige familie drugs neemt. Dit wordt bevestigd wanneer hij in de tuin een vreemde plant vindt. |             |                                         |                   |  |
| 44 | 7           | Cuts Like a Knife                       | 14 maart 2003     |  |
| Sean ondergaat een vasectomie, maar bedenkt zich op het laatste moment. Hij verzwijgt dit voor een amoureuze Claudia. Lily geeft tegen betaling bijles aan Brad, niet wetende dat hij de leerstof perfect kent en hij enkel dicht bij haar wil zijn. |             |                                         |                   |  |
| 45 | 8           | Who Are You?                            | 28 maart 2003     |  |
| Jimmy werd betrapt op winkeldiefstal. Lily kan niet beslissen wat ze zal dragen op het etentje bij Deans ouders. Henry heeft de schoolhagedis mee naar huis genomen. |             |                                         |                   |  |
| 46 | 9           | Welcome to the Working Week             | 25 april 2003     |  |
| Lily is ver over de limiet van haar kredietkaart gegaan en moet nu gratis in de bar van haar vader werken ter compensatie. Lily gaat zelf op zoek naar ander werk en wordt "winkelcontroleur" waarbij ze de winkels van een bepaalde keten bezoekt om na te gaan of ze klantvriendelijk genoeg zijn. Door haar te veeleisend gedrag wordt ze ontslagen door "de controleur op de controleur". Eddie leest een negatieve beoordeling over hun bar en tracht de recensent zijn mening te veranderen. |             |                                         |                   |  |
| 47 | 10          | Claudia in Disguise with Glasses        | 2 mei 2003        |  |
| Claudia creëert een chaos op een huwelijksreceptie nadat ze haar bril verloor. Lily schakelt de hulp in van Eddie zodat Dean haar een duur verjaardagscadeau schenkt. Brad en Jimmy zijn plots de beste vrienden. |             |                                         |                   |  |
| 48 | 11          | Tonight's the Night                     | 2 mei 2003        |  |
| Lily wordt 16 jaar en dat wordt gevierd in de bar. Wanneer Lily plots verdwenen is, gaat Claudia naar haar op zoek. Claudia vindt Lily thuis aan haar kamerdeur. Lily geeft toe dat ze zonet werd ontmaagd. Claudia is verbaasd wanneer niet Dean, maar wel een halfnaakte Brad verschijnt. |             |                                         |                   |  |
| 49 | 12          | Oh, What a Knight                       | 16 oktober 2005   |  |
| Sean wordt lid van "De Ridders van Hibernia" zodat Lily kan deelnemen aan een schoonheidswedstrijd. |             |                                         |                   |  |
| 50 | 13          | Part Time Lover                         | 24 september 2004 |  |
| De stortplaats waar Walt werkte, is gesloten waardoor hij nu werkloos is. Hierdoor heeft hij veel tijd en start de verveling. Lily en Brad zijn zijn constante aanwezigheid beu en regelen een blind date. Wat ze niet wisten, is dat ze Walt gekoppeld hebben aan een dragqueen en dat Walt dat niet beseft. |             |                                         |                   |  |

## Seizoen 4
| Nr. serie | Nr. seizoen | Titel van aflevering                    | Uitzenddatum      |  |
| --- | ----------- | --------------------------------------- | ----------------- |  |
| 51 | 1           | Your Father Should Know: Part 1         | 5 september 2003  |  |
| Dan O'Keefe bazuint rond dat zijn zoon Lily heeft ontmaagd. Sean is ontzet wanneer blijkt dat Claudia dit feit voor hem had verborgen. Niet veel later heeft Brad een gebroken neus nadat Sean een kerstaccessoire van het dak gooide. Henry en Jimmy hebben Seans' waardevolle muntencollectie verspild in een speelgoeddraaibak. Eddy neemt hen mee om hen een les te leren over diefstal en ze komen terug met de bewuste draaibak. |             |                                         |                   |  |
| 52 | 2           | Your Father Should Know: Extended Remix | 5 september 2003  |  |
| Claudia nodigt Brads ouders uit om elkaar beter te leren kennen. Er ontstaat ruzie nadat Brads moeder verwijt dat Lily haar onschuldige zoon heeft ontmaagd. Henry en Jimmy stelen Eddies waardevolle muntencollectie en gebruiken het geld in een arcadespel. |             |                                         |                   |  |
| 53 | 3           | All the Young Nudes                     | 12 september 2003 |  |
| Sean en Eddie huren strippers in om meer volk te lokken naar hun bar. Ze krijgen bezoek van de "Parent-Teacher Association" die verzoekt deze activiteit te stoppen. Brad vraagt Lily om het uit te maken met Dean. |             |                                         |                   |  |
| 54 | 4           | I Right the Wrongs                      | 19 september 2003 |  |
| Lily is beschaamd om met Brad in het openbaar te verschijnen omdat deze als nerd wordt aanzien. Sean tracht het imago van Brad te doen opkrikken, wat leidt tot schorsing van een andere leerling. Eddie heeft een grote lading sterke drank gekocht aan een spotprijs, maar niemand lust het spul. Lily bekent aan haar medeleerlingen een relatie te hebben met Brad. Jimmy's grote haardos in in strijd met het schoolreglement.    |             |                                         |                   |  |
| 55 | 5           | I Just Paid to Say I Love You           | 26 september 2003 |  |
| Brad heeft een romantische avond gepland in New York. Omwille van 1 kleine vertraging is het tijdschema volledig in het honderd gelopen en is de avond uitgelopen op een totale mislukking. Via een gebroken raam is een wasbeer het huis binnengedrongen. Henry wil dit als huisdier houden. |             |                                         |                   |  |
| 56 | 6           | SAT and Sympathy                        | 3 oktober 2003    |  |
| Lily en Brad zijn gestresseerd omwille van de nakende SATs. Sean leert Henry een les over medeleven en neemt een dakloze in huis. |             |                                         |                   |  |
| 57 | 7           | Pay You Back with Interest              | 10 oktober 2003   |  |
| Eddie is blut nadat hij een elektrische wagen kocht. Sean leent hem geld waardoor Claudia zich niet kan inschrijven aan de hogeschool. Brad ontdekt dat Lily een tatoeage heeft met de naam van Dean. Zij tracht haar ouders te overtuigen geld te geven zodat ze deze kan laten verwijderen. |             |                                         |                   |  |
| 58 | 8           | Ticket to Ride                          | 31 oktober 2003   |  |
| Lily ontwaakt met een kater en haar licht beschadigde auto staat in de tuin geparkeerd. Sean en Claudia laten haar een contract tekenen dat ze niet meer drinkt wanneer ze moet rijden. Indien ze toch heeft gedronken, zullen Claudia en Sean haar ophalen. Lily misbruikt dit door zich telkens dronken voor te doen zodat ze wordt opgehaald.                                                                                       |             |                                         |                   |  |
| 59 | 9           | Smells Like Teen Spirit                 | 7 november 2003   |  |
| Jimmy's lichaamsgeur is niet te harden dus geven Sean en Eddie hem advies. Brad loopt op een naakte Claudia. |             |                                         |                   |  |
| 60 | 10          | Baby Come Back                          | 14 november 2003  |  |
| Claudia krijgt een job aangeboden als fotomodel, niet wetende dat de shoot voor een erotisch magazine is. Haar geplande badaccessoire-avond laat ze over aan Sean. Lily is niet tevreden over haar foto in het jaarboek van de school. |             |                                         |                   |  |
| 61 | 11          | Been Caught Stealing                    | 21 november 2003  |  |
| Er werd ingebroken in de bar. Walt overtuigt Eddy en Sean om de politie niet in te lichten. Lily en Brad hebben ruzie tijdens een bezoek in het winkelcentrum. Uit frustratie gaat Lily uit met een andere jongen. |             |                                         |                   |  |
| 62 | 12          | (She's Got) Kegs                        | 9 januari 2004    |  |
| Sean wil naar een concert van The Sex Pistols. Claudia moet studeren en Lily moet werken aan een schoolproject. Daarom wordt Brad ingeschakeld als oppas voor Henry en Jimmy. Lily gaat stiekem naar een studentenfuif waar ze haar moeder tegen het lijf loopt. Eddie huurt een lijfwacht in. |             |                                         |                   |  |
| 63 | 13          | My Ex-Boyfriend's Back                  | 16 januari 2004   |  |
| Eddies stand-upcomedy in de bar is een flop tot wanneer hij het privé-leven van Sean en Claudia in zijn acts verwerkt. Lily nodigt Dean en zijn nieuwe vriendin uit voor een chocoladebuffet. |             |                                         |                   |  |
| 64 | 14          | Communication Breakdown                 | 23 januari 2004   |  |
| Sean vergeet een bericht van Claudia's docent door te geven waardoor zij haar examen dreigt te missen. Jimmy verbergt de telefoonrekening omdat hij naar een erotisch betaalnummer heeft gebeld. Lily is in alle staten omdat Brad haar niet telefoneert. |             |                                         |                   |  |
| 65 | 15          | All Apologies                           | 30 januari 2004   |  |
| Sean en Claudia zijn op weekend en bekijken in hun hotelkamer een pornofilm. Plots beseffen ze dat die film in hun huis werd opgenomen. Jimmy wordt gepest door een meisje. |             |                                         |                   |  |
| 66 | 16          | I Think We're Alone Now                 | 6 februari 2004   |  |
| Sean en Claudia zijn alleen thuis en willen van deze vrije tijd genieten. Lily is beschaamd over Brads belachelijke danspassen. Jimmy en Henry houden een paintballgevecht. |             |                                         |                   |  |
| 67 | 17          | Can't Get Next to You                   | 13 februari 2004  |  |
| Lily, Brad en Jimmy spijbelen. Brad vraagt Lily ten huwelijk. Jimmy vindt seks vies en bant alle gerelateerde zaken hierover uit zijn geheugen. Eddie ontdekt dat hij als linkshandige werd geboren en dat Walt hem rechtshandig heeft gemaakt. |             |                                         |                   |  |
| 68 | 18          | Racketman                               | 20 februari 2004  |  |
| Omdat Dan O'Keefe opschept over zijn tennisgave daagt Sean hem uit voor een spel. Sean is verbaasd wanneer hij Dan met gemak kan verslaan. Sean achterhaalt dat Dan de tennislessen als uitvlucht verzon om zijn buitenechtelijke relatie te verbergen. |             |                                         |                   |  |
| 69 | 19          | Me and Mrs. O                           | 20 februari 2004  |  |
| De familie Finnerty organiseert een verjaardagsfeestje voor Brad zodat zijn gedachten worden afgeleid van de recentelijke split van zijn ouders. Sean heeft Dan uitgenodigd en Claudia Connie. Sean tracht Dan te overtuigen om het terug goed te maken met Connie. Claudia overtuigt Connie om Dan te negeren en om voor te doen dat zij een relatie heeft met Eddie.                                                                 |             |                                         |                   |  |
| 70 | 20          | Tombstone Blues                         | 27 februari 2004  |  |
| Claudia wil een nieuwe familiefoto, maar de organisatie is moeilijker dan gedacht. Daarbij komt dat Lily wil dat Brad ook op de foto staat. Sean bezoekt het graf van zijn moeder. Daar blijkt dat Walt zijn kat heeft begraven in het graf dat voorzien is voor Claudia. Eddy tracht Hope zwanger te maken. |             |                                         |                   |  |
| 71 | 21          | Pictures of Willy                       | 27 februari 2004  |  |
| Eddie en Hope gaan samen uit. Ze komen de gestoorde ex-vriendin van Eddie, Amy, tegen. Eddie vreest dat Amy zijn relatie met Hope zal ruïneren. Hij en Sean besluiten om de brandkast van Amy te stelen omdat deze bezwarende naaktfoto's bevat. Jimmy wordt verliefd op een doof meisje. |             |                                         |                   |  |
| 72 | 22          | It's Hard to Be a Saint in the City     | 5 maart 2004      |  |
| De bar lokt te weinig klanten om winst te maken en Claudia wil de zaak verkopen. Eddie start een lastercampagne tegen concurrerende zaken. Jimmy vraagt zich het nut van St. Patrick's Day af. |             |                                         |                   |  |
| 73 | 23          | Beat on the Brat                        | 19 maart 2004     |  |
| Sean zegt zijn mening over een vriend van Henry, een kwajongen. Zijn mening verandert nadat hij ontdekt dat zijn moeder een alleenstaande naaktdanseres is die geen tijd heeft voor haar zoon. Lily stelt Brad voor een keuze: of hij kiest voor haar of voor zijn nerdy vrienden. Eddy doet beroep op een Joodse datingsite. |             |                                         |                   |  |
| 74 | 24          | The cheat is on                         | 26 maart 2004     |  |
| Claudia wil een verhandeling van Lily gebruiken om zelf in te dienen als schooltaak. Ze achterhaalt dat Lily het werk integraal van internet heeft geplukt. Sean brengt zuster Helen op de hoogte van het plagiaat, niet wetende dat plagiatisme een hoofdreden is om Lily te schorsen. |             |                                         |                   |  |
| 75 | 25          | You're So Vain                          | 16 april 2004     |  |
| Tony brengt zijn dochter Claudia een bezoek omdat hij "zaken" moet doen in de stad. Iedereen is blij met zijn komst, behalve Sean die de werkelijke redenen van het bezoek kent. |             |                                         |                   |  |
| 76 | 26          | Pressure Drop                           | 23 april 2004     |  |
| Sean lijdt aan hypertensie en een te hoge bloeddruk. Daarom doet Claudia nu al het huishoudwerk. Jimmy wordt van school gestuurd. Lily en Brad nemen de auto, maar worden gearresteerd. |             |                                         |                   |  |
| 77 | 27          | Get a Job                               | 30 april 2004     |  |
| Lily is niet opgezet met Brads nieuwe job omdat dit zijn volledige vrije tijd in beslag neemt. Walt wordt aangenomen als barman. Jimmy wil niet meer bemoederd worden, zeker niet in het bijzijn van leeftijdsgenoten. |             |                                         |                   |  |
| 78 | 28          | Space Camp Odditty                      | 7 mei 2004        |  |
| Brad gaat weldra op "astronautenkamp" en vertelt Lily uitbundig over Lana, een meisje dat ook elk jaar meegaat. Lily is ervan overtuigd dat Lana niet bestaat, tot wanneer ze werkelijk opduikt op de vertrekdag. |             |                                         |                   |  |

## Seizoen 5
| Nr. serie | Nr. seizoen | Titel van aflevering        | Uitzenddatum      |  |
| --- | ----------- | --------------------------- | ----------------- |  |
| 79 | 1           | The Policy of Truth         | 17 september 2004 |  |
| Sean krijgt bericht van de dokter dat Claudia zwanger is. Brad geeft toe Lana te hebben gekust op het astronautenkamp. Lily wil hem niet vergeven, dus tracht Brad er alles aan te doen om zijn relatie te redden. Dan ontdekt hij dat Lily tijdens het kamp ook ontrouw is geweest. |             |                             |                   |  |
| 80 | 2           | Man, I Feel Like a Woman    | 24 september 2004 |  |
| Sean voelt zich ziek. Volgens Eddy lijdt hij aan het mede-zwangerschapssyndroom. Lily en Brad hebben beslist om hun relatie te stoppen, maar hun hormonen willen duidelijk iets anders. Jimmy tracht het nieuwe buurmeisje te doen geloven dat hij een fanatieke sportbeoefenaar is. Eddy herstart zijn relatie met Faye. |             |                             |                   |  |
| 81 | 3           | One Is the Loneliest Number | 1 oktober 2004    |  |
| Eddy brengt al zijn vrije tijd door met Faye. Dit ergert Sean waardoor hij een lastercampagne start en moedwillig haar auto aanrijdt. Lily start een relatie met Joey, maar Brad wijst haar erop dat zij en Joey niets gemeen hebben en de relatie gedoemd is om te mislukken. Claudia is van streek nadat ze ontdekt dat Sean iedereen over haar zwangerschap heeft ingelicht. |             |                             |                   |  |
| 82 | 4           | Day Tripper                 | 8 oktober 2004    |  |
| Eddie verhuist naar de kelder van Sean en Claudia nadat hij uit zijn appartement is gezet. Claudia is niet gelukkig en vertelt hem als hij het verknoeit dat hij dan terug weg moet uit de kelder. Lily is jaloers op Taya de nieuwe vriendin van Brad als ze hoort dat zij het eerste school football team meisje wordt. Claudia's zwangerschap interfereert met haar moederlijke plichten. |             |                             |                   |  |
| 83 | 5           | You Better You Bet          | 15 oktober 2004   |  |
| Claudia is kwaad op Sean: hij heeft met het geld voor de babykamer deelgenomen aan een illegaal pokertornooi. Sean heeft gewonnen, maar kocht met het geld een nieuwe televisie. Wanneer Claudia deze televisie onopzettelijk stukmaakt, neemt ze zelf deel aan het pokertornooi in de hoop geld te winnen om het toestel te laten repareren. Omdat Sean dit niet mag weten, organiseert ze een vader-zoon dag en stuurt ze haar man en Jimmy voor een hele dag op pad. Lily schrijft zich in voor een grote zus/kleine zus-dag, maar de kleine zus dumpt haar. |             |                             |                   |  |
| 84 | 6           | Psycho Therapy              | 22 oktober 2004   |  |
| Brad en Lily dingen elk naar het voorzitterschap van de studentenvereniging. Omdat ze dit van elkaar niet gunnen, starten ze een lastercampagne. Eddie is depressief en gaat op consultatie bij een louche therapeut. In tegenstelling tot Sean wil Claudia het geslacht van hun toekomstige baby niet weten. |             |                             |                   |  |
| 85 | 7           | I'm Looking Through You     | 5 november 2004   |  |
| Dave, een oude schoolvriend van Sean, is nu de gekende clown J.J. Bodybuddy. Hij heeft een boeking bij de lagere school waar Henry zit. Dave was verslaafd aan alcohol. Door toedoen van Sean geraakt Dave nu terug dronken en is Sean verplicht zich voor te doen als J.J. Bodybuddy. |             |                             |                   |  |
| 86 | 8           | Mystery Dance               | 12 november 2004  |  |
| De bar is zo goed als failliet. Sean solliciteert naar een job bij T.J. Shenanigans. Claudia werkt voor een incassobureau en belt 's avonds diverse mensen op betreffende hun onbetaalde facturen. Brad en Lily herstarten hun relatie. Ook Jimmy en de dove Taya zoeken elkaar terug op. |             |                             |                   |  |
| 87 | 9           | Do Ya Think I'm Sexy?       | 19 november 2004  |  |
| De hoogzwangere Claudia voelt zich niet meer aantrekkelijk. Dit verandert nadat haar medestudent Steve met haar flirt. Echter betaalt Sean Steve om dit te doen. Lily helpt Eddie met het schrijven van stand-upcomedy, maar de teksten worden gestolen en gebracht door een andere komiek. Brad wil dat Jimmy lid wordt van Science-Nauts. Jimmy wil niet, tot wanneer hij ontdekt dat de club een dekmantel is om pornofilms te bekijken. |             |                             |                   |  |
| 88 | 10          | Tom Sawyer                  | 7 januari 2005    |  |
| Brad mag op gesprek gaan bij Yale-universiteit. Lily heeft nog geen enkele brief ontvangen en is van mening dat geen enkele school interesse in haar heeft. Sean wordt limousinechauffeur om te ontsnappen aan huiselijke karweitjes. Jimmy heeft een rol in het schooltoneel. |             |                             |                   |  |
| 89 | 11          | The Letter(s)               | 14 januari 2005   |  |
| Sean is boos nadat hij een brief ontvangt van de huisbaas met melding dat het huis dringend moet worden opgekuist. Brad koopt sexy lingerie als verjaardagscadeau voor Lily. In de winkel loopt hij op zuster Helen. Sindsdien ziet hij in zijn gedachte Helen in het ondergoed dat hij voor Lily kocht. Jimmy beslist om vegetariër te worden. |             |                             |                   |  |
| 90 | 12          | Crazy                       | 21 januari 2005   |  |
| Amy houdt een tentoonstelling met allerhande naaktfoto's, onder andere van Eddie. Eddie heeft te veel schrik om Amy te vragen zijn foto's te verwijderen. Sean krijgt de bar niet verkocht. Jimmy tracht er alles aan te doen om dicht bij de cheerleaders te komen. |             |                             |                   |  |
| 91 | 13          | Hello, Goodbye              | 28 januari 2005   |  |
| Claudia en Sean missen de diploma-uitreiking van Lily omdat Claudia moet bevallen. Walt blijkt al enige tijd een relatie te hebben met zijn kuisvrouw. Claudia bevalt van een dochter: Rose. Walt start een gerucht dat "Rose" te veel verwijst naar een hoofdpersonage uit een film over een gezonken schip. Daarom krijgt de baby een nieuwe naam: Gracie. Walt kondigt aan dat zijn vriendin zwanger van hem is en reeds een naam voor het kind hebben: Rose.                                                                                                |             |                             |                   |  |